# Арамейский Дамаск
Арамейский Дамаск (Арам) — древнее арамейское государство Сирии. Существовало около 10 в. до н. э. — 733 до н. э.

## Предыстория
Дамаск расположен в центре оазиса Гута, простирающегося с севера на юг на 25 км, а с запада на восток — на 16 км. Первые упоминания о нём известны около 2500 года до н. э., хотя археологические раскопки показывают, что городское население жило здесь уже в IV тысячелетии до н. э. Помимо земледелия, местные жители издревле занимались торговлей. Этому способствовало чрезвычайно выгодное местоположение города — на краю Восточной пустыни, вблизи двух судоходных рек, в точке, откуда расходились дороги на запад, юг и восток. В связи с этим Дамаск играл важную роль во всей многовековой истории Сирии.
Одной из ярких эпох его ранней истории были X — VIII века до н. э., когда после завоевательных походов царей Ризона I и Таб-Риммона город Дамаск стал центром могущественного арамейского царства, сделавшегося вскоре гегемоном всей Сирии.

## Начало IX века до н. э. — 854 год до н. э.
Это главенствующее положение сохранялось и при их потомках. В начале IX в. до н. э. сын Таб-Риммона, Бен-Хадад I, воевал с Израильским царством и отторг у израильтян часть северной Галилеи. Но спустя несколько десятилетий гегемонии Дамаска стали угрожать стремительно усиливавшиеся ассирийцы. Впервые они собрали дань с правителей Сирии в 859 году до н. э. Чтобы успешней противостоять врагу, местные владетели решили объединить свои силы. Сыну Бен-Хадада I, Бен-Хададу II, удалось создать мощный антиассирийский союз, в который, кроме него, вошли цари хаматский, израильский, арвадский, аманский и некоторые другие. В 854 году до н. э. под стенами города Каркара, на берегу реки Оронт, произошла ожесточенная битва. Она была очень кровопролитной, но закончилась безрезультатно. Некоторое время спустя ассирийский царь Шульмануашаред III опять вторгся в Сирию, осадил Дамаск, но взять его не смог.

## Ассирийские войны
Опасная для ассирийцев коалиция сирийских и израильских правителей сохранялась недолго. Вскоре между израильским царем Ахавом и Бен-Хададом II началась война. В сражении при Римот-Гилеаде в 850 году до н. э. израильтяне были разбиты, а Ахав был убит. Затем в 843 году до н. э. умер и сам Бен-Хадад II — один из его приближенных, Газаил, воспользовавшись тем, что царь был болен, придушил его одеялом и сам захватил власть. В 834 году до н. э. 120-тысячное ассирийское войско во второй раз подступило к Дамаску. Царь Ассирии Шульмануашаред III обнаружил, что сирийцы заняли позиции на горе Сенире, одной из горных вершин Ливана, и окопались там. Ассирийцы сумели разбить сирийское войско, а сам Газаил вынужден был бежать в Дамаск. Ассирийцы окружили город и вырубили рощи в его окрестностях. Шульмануашаред III смог захватить большую добычу, но взять город не удалось и на этот раз. Газаил вроде бы даже не был этим особенно ослаблен.
Газаил смог сохранить престол после ухода ассирийцев и некоторое время спустя начал войну с израильтянами. Сирийцы были удачливы и фактически сумели превратить израильского царя Иегохаза в своего вассала. Однако в 802 году до н. э. ассирийцы опять напали на Сирию. Возглавлявшему поход Адад-нирари III удалось наконец разбить сирийцев и захватить их столицу Дамаск. Ассирийцы полностью разграбили город и получили огромную добычу. Газаилу пришлось признать себя вассалом Ассирии. Но он опять смог удержать престол и правил до 796 года до н. э. Сын Газаила, Бен-Хадад III, несколько раз воевал с израильским царем Иегоашем, но неудачно — израильтяне отобрали у сирийцев обратно все ранее утерянные ими города. Сын Иегоаша, Иеровоам II, продолжал теснить Дамаск и даже захватил обширные сирийские территории, в число которых, возможно, входила вся долина Бекаа.

## Завоевание
Следующий ассирийский царь, Тукультиапал-Эшарра III, задумал расширить границы своего государства и с этой целью начал вести завоевания в западном направлении (то есть в сторону Сирии). В 739 году до н. э. ассирийские отряды сумели взять Арпад. В следующем году они также захватили ещё 19 сирийских городов. В этих условиях сирийские владетели забыли о своих распрях и сплотились вокруг нового дамасского царя Ризона II. Союзником сирийцев был царь Израиля — Пеках, а также цари Газы и Эдома. Но силы сирийцев явно уступали Ассирии. В 734 году до н. э. Тукультиапал-Эшарра III завоевал Израиль, а в 733 году до н. э. ассирийцы взяли Дамаск. Город был сильно разрушен. Мощь сирийцев была подорвана. Царь Ризон II был схвачен и казнен ассирийцами, а царство его стало ассирийской провинцией. После этого большая часть арамейского населения была насильно переселена во внутренние районы Ассирии.

## Правители
Первая арамейская династия
- Ризон I (Резон, Эзрон), сын Элиады 950 до н. э. — ?
- Хезион
- Табримон (Таб-Риммон, Тавримон), сын Хезиона ? — 900 до н. э.
- Бар-Хадад I (Бен-Хадад I, Бир-Хадад I, Венадад I), сын Табримона 900 до н. э. — 860 до н. э.
- Бар-Хадад II (Бен-Хадад II, Венадад II, Адад-Идри, Хадад-Эзер) 860 до н. э. — 843 до н. э.

Вторая арамейская династия
- Азаил 843 до н. э. — 796 до н. э.
- Мари, сын Азаила
- Бар-Хадад III (Бен-Хадад III, Бир-Хадад III, Венадад III), сын Азаила 796 до н. э. — 770 до н. э.
- Хадиану (770—740 гг. до н. э.)
- Ризон II (Рецин) 740 до н. э. — 732 до н. э.